# Diciklopentadien
Diciklopentadien (skr. DCPD) je hemijsko jedinjenje sa formulom . Na sobnoj temperaturi, to je bela kristalna materija sa kamforu sličnim mirisom.
Diciklopentadien se proizvodi u velikim količinama kao nusproizvod parnog krakovanja nafte i motornih ulja do etilena. Njegova glavna primena je u smolama, posebno, nezasićenim poliestarskim smolama. On se koristi u mastilu, adezivima, i bojama. On je vrsta visoko energetskog goriva.

## Literatura
1. ↑  The Merck Index: An Encyclopedia of Chemicals, Drugs, and Biologicals (11th изд.). Merck Publishing. 1989.  091191028X.
2744
2. ↑  Joanne Wixon; Douglas Kell (2000). „Website Review: The Kyoto Encyclopedia of Genes and Genomes — KEGG”. Yeast. 17 (1): 48—55. doi:10.1002/(SICI)1097-0061(200004)17:1<48::AID-YEA2>3.0.CO;2-H.
3. ↑   уреди
4. ↑  Evan E. Bolton; Yanli Wang; Paul A. Thiessen; Stephen H. Bryant (2008). „Chapter 12 PubChem: Integrated Platform of Small Molecules and Biological Activities”. Annual Reports in Computational Chemistry. 4: 217—241. doi:10.1016/S1574-1400(08)00012-1.

## Spoljašnje veze
- MSDS za diciklopentadien
- Inchem podaci za diciklopentadien